# Calvão e Soutelinho da Raia
Calvão e Soutelinho da Raia (llamada oficialmente União das Freguesias de Calvão e Soutelinho da Raia) es una freguesia portuguesa del municipio de Chaves, distrito de Vila Real.

## Historia
Fue creada el 28 de enero de 2013 en aplicación de una resolución de la Asamblea de la República de Portugal promulgada el 16 de enero de 2013 con la unión de las freguesias de Calvão y Soutelinho da Raia, pasando su sede a estar situada en la antigua freguesia de Calvão.

## Demografía
| Gráfica de evolución demográfica de Calvão e Soutelinho da Raia entre 2011 y 2021 |
|                                                                                   |
| Datos según el nomenclátor publicado por el INE portugués.                        |